# Jurinella feminea
Jurinella feminea är en tvåvingeart som beskrevs av Charles Howard Curran 1947. Jurinella feminea ingår i släktet Jurinella och familjen parasitflugor. Inga underarter finns listade i Catalogue of Life.